# Dresden-West

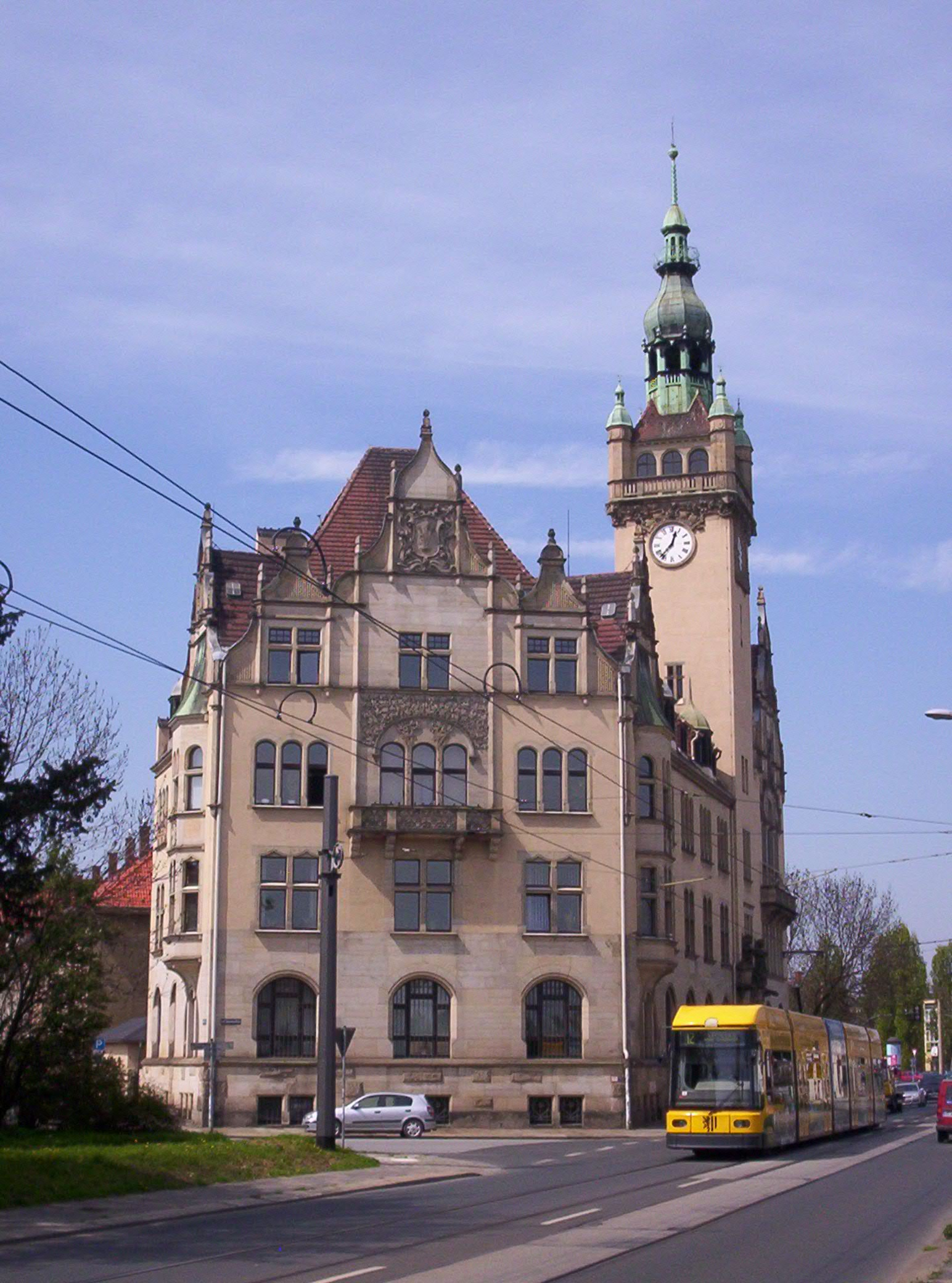
Rathaus Cotta, ehemaliger Sitz des Rates des Stadtbezirks Dresden-West

Dresden-West war von 1957 bis 1991 ein linkselbischer Stadtbezirk von Dresden, der weite Teile des Westens des damaligen Stadtgebiets umfasste. Sitz des Rates des Stadtbezirks war das Rathaus Cotta. An der Spitze der Stadtbezirksverwaltung stand ein Stadtbezirksbürgermeister.

## Lage
Zwischen der Eisenbahn-Marienbrücke und etwa der Gohliser Windmühle markierte die Elbe die nördliche Grenze des Stadtbezirks hin zum Stadtbezirk Dresden-Nord. Die westliche Grenze des Stadtbezirks Dresden-West war identisch mit der damaligen Stadtaußengrenze und entspricht der heutigen Grenze zwischen dem Stadtbezirk Cotta und den Ortschaften Cossebaude, Mobschatz, Gompitz und Altfranken. Im Südwesten grenzten entlang der aktuellen Dresdner Stadtaußengrenze die Gemeinde bzw. heutige Freitaler Ortschaft Pesterwitz sowie die Stadt Freital an. Die südöstliche und östliche Grenze hin zum Stadtbezirk Dresden-Süd verlief entlang der Bahnstrecke Dresden–Werdau und unter Einschluss des östlich davon gelegenen Felsenkellers durch den Plauenschen Grund und weiter bis etwa zur Brücke Budapester Straße, wo sie auf die Bahnstrecke Děčín–Dresden-Neustadt traf. Ihr folgte sie als Grenzlinie zum Stadtbezirk Dresden-Mitte bis zum Ausgangspunkt dieser Beschreibung, der Eisenbahn-Marienbrücke.
Folglich umfasste der Stadtbezirk Dresden-West den gesamten heutigen Stadtbezirk Cotta mit Ausnahme kleiner Gebiete im Plauenschen Grund, die Friedrichstadt und den statistischen Bezirk 047 Wilsdruffer Vorstadt (Jagdweg), also jenen Teil der Wilsdruffer Vorstadt, der zur Gemarkung Altstadt II gehört. Friedrichstadt und äußere Wilsdruffer Vorstadt gehören heute zum Stadtbezirk Altstadt. Der Stadtbezirk Dresden-West hatte etwa 90.000 Einwohner und eine Fläche von 26,4 km².

## Geschichte
Am 14. Mai 1957 beschlossen die Dresdner Stadtverordneten, die Zahl der Stadtbezirke von neun auf fünf zu reduzieren. Der Stadtbezirk Dresden-West entstand daraufhin im Juni 1957 durch Zusammenschluss zweier kleinerer, erst 1950 gebildeter Stadtbezirke. Der südlicher gelegene Stadtbezirk VI umfasste dabei die Stadtteile Gorbitz, Wölfnitz, Naußlitz, Löbtau, Dölzschen und Roßthal. Der nördlichere Stadtbezirk VII bestand aus Cotta, Briesnitz, Kemnitz, Stetzsch, Omsewitz, Leutewitz und der Friedrichstadt. Zur Zeit seiner Gründung hatte der Stadtbezirk Dresden-West rund 100.000 Einwohner.
Aus den fünf Stadtbezirken der DDR-Zeit wurden 1991 zehn kleinere Einheiten gebildet, die den Einwohnern die Identifikation erleichtern und für mehr Bürgernähe sorgen sollten. Den Begriff Stadtbezirk ersetzte man durch Ortsamtsbereich, um sich von der Nomenklatur der DDR-Zeit abzugrenzen. Seit September 2018 heißt es wieder Stadtbezirk. Über das Gebiet des Stadtbezirks Dresden-West erstrecken sich heute der Stadtbezirk Cotta, der Westen des Stadtbezirks Altstadt und kleinste westliche Randgebiete des Stadtbezirks Plauen.

## Kreisgericht Dresden-West
Für jeden der fünf Dresdner Stadtbezirke sowie den Kreis Dresden-Land war ein Kreisgericht als Eingangsinstanz der ordentlichen Gerichtsbarkeit zuständig. Ihnen war das Bezirksgericht Dresden übergeordnet.
Das Kreisgericht Dresden-West bestand bis zum 30. Juni 1990, danach übernahm das Kreisgericht Dresden-Mitte als nunmehriges Kreisgericht Dresden die Zuständigkeit für alle fünf Stadtbezirke sowie den Landkreis und übergab diese am 31. Dezember 1992 an das Amtsgericht Dresden.